# Кручинин, Игорь Александрович
Игорь Александрович Кручи́нин (23 декабря 1931, Переславль-Залесский — 31 декабря 2014, там же) — российский педагог и краевед, журналист. Почётный гражданин Переславля.

## Биография
- 1931, 23 декабря — родился.[1][2]
- 1946 — окончил семилетнюю среднюю школу.
- окончил Ивановский областной техникум физической культуры.
- работал учителем физкультуры в средней школе № 1.
- окончил заочно географический факультет Ярославского педагогического института.
- 1951—1957 — работал секретарём комсомола в войсковой части, был членом бюро райкома ВЛКСМ и отвечал за спортивную жизнь города.
- 1975 — директор средней школы № 2.
- 1993 — на пенсии.
- член президиума городского совета ветеранов.
- член комиссии по делам несовершеннолетних.[3]

Профессионально занимался футболом и баскетболом, участвовал в республиканских и всесоюзных соревнованиях.

## Семья
- Сестра Ольга Александровна Корнилова (Кручинина), педагог.
- Жена Нина Васильевна Кручинина, учитель математики.
- Сын Александр Игоревич Кручинин (1971), юрисконсульт СПО ЗАО «Завод ЛИТ».
- Дочь Галина Игоревна Кручинина (1957), логопед дефектолог

## Награды
- 2007, 23 июля — почетный гражданин Переславля-Залесского.[4]
- знак «Отличник народного образования».
- почётный знак Всероссийской организации ветеранов.

## Публикации
Автор сотен статей, напечатанных в переславских газетах «Коммунар», «Переславская неделя», «Переславские вести», «Переславская жизнь».
Автор книги «Переславские улицы» (Переславль-Залесский, 2004).